# Église catholique syro-malabare
L'Église catholique syro-malabare est une Église catholique orientale établie à l'origine au Kerala en Inde en l'an 52 par saint Thomas. Elle appartient au rite syriaque oriental ou chaldéen. Le chef de l'Église porte le titre d'« archevêque majeur d'Ernakulam-Angamaly des Syro-Malabares », avec résidence à Ernakulam. Elle fait partie des chrétiens dits « de Saint Thomas ».
L’Église est représentée à la Fédération des conférences épiscopales asiatiques (en).
Depuis un synode de 2021, la liturgie de la messe traditionnelle a été modifiée entraînant une querelle faisant craindre un schisme avec l'Église catholique. Dans un contexte de tensions, le pape Francois accepte la démission de George Alencherry le 7 décembre 2023 ; Raphael Thattil est élu par le synode des évêques pour le remplacer début 2024.

## Histoire

### Origines
Le christianisme s'est implanté très tôt en Inde, particulièrement dans le sud-ouest de l'Inde (actuel État du Kerala). La tradition locale fait remonter l'origine de l'Église de Malabar à l'apôtre Thomas, donc dès le Ier siècle de notre ère. Cette Église fut placée assez tôt sous la juridiction de l'Église de l'Orient, dont elle adopta le rite syriaque oriental et les usages, et qui lui envoyait ses évêques.

### Soumission à l’Église catholique par les Portugais
Les premiers contacts avec les Portugais au début du XVIe siècle se passèrent sans difficultés majeures. Cependant, en 1599, Alexis de Menezes, l'archevêque portugais de Goa (de rite latin), réunit un synode local à Diamper. Les Chrétiens de saint Thomas furent placés de force sous la juridiction de l'Église de Rome. Un missionnaire jésuite, Francisco Roz, fut nommé évêque, qui latinisa fortement le mode de vie et de gouvernement et particulièrement les rites liturgiques de l'Église syro-malabare (avec des emprunts au rite de Braga). Les livres sacrés de l'ancienne Église malabare seront brûlés.
En réaction, une très grande partie des Chrétiens locaux suivirent le prêtre Thomas Palakomatta qui en 1653 se fit consacrer évêque et métropolite, se plaçant quelques années plus tard sous la juridiction de l'Église syriaque orthodoxe (de rite syriaque occidental).
L'Église catholique syro-malabare est la branche qui resta dans la juridiction romaine et dans un rite syriaque oriental fortement latinisé, après le synode de Diamper. Les Jésuites durent céder la place aux Carmes déchaux.

### Autonomie progressive de l’Église syro-malabare
Il faut attendre l’année 1896 pour voir la création de juridictions spécifiques et la nomination d'évêques d'origine et de rite locaux, sous la pression du schisme de l'archevêque Mellus. Une hiérarchie complètement syro-malabare est établie par Pie XI en 1923.
En 1993, l'Église est élevée au rang d'Église archiépiscopale majeure. Elle est depuis dirigée par un archevêque majeur, métropolite d'Ernakulam.
Le 13 mars 2001, l'éparchie Saint-Thomas-l'Apôtre de Chicago est érigée pour les Syro-Malabares catholiques installés aux États-Unis. Son éparque est également visiteur apostolique pour le Canada.
Le 24 mai 2011, après des siècles de nomination par Rome, et en conformité avec les règles canoniques catholiques prévues pour les Églises archiépiscopales majeures, une réunion du synode des évêques de l'Église syro-malabare a élu à sa tête George Alencherry, élection confirmée le 25 mai 2011 par Benoît XVI.
Cet archevêque majeur a été créé cardinal par Benoît XVI lors du consistoire du 18 février 2012.
Le 6 août 2015, le pape François crée l'exarchat apostolique du Canada pour les fidèles de rite syro-malabar, donnant ainsi une juridiction propre aux fidèles du Canada qui depuis 2001 avait pour visiteur apostolique l'éparque de Saint-Thomas-l'Apôtre de Chicago.
Son développement en dehors de son territoire d'origine, le Kérala, rencontrait les mêmes difficultés que pour l'Église catholique syro-malankare. L'Église catholique en Inde est en effet majoritairement de rite latin et de discipline romaine et elle a du mal à accepter la création de structures spécifiques pour les chrétiens orientaux en dehors de l'État du Kerala. Aussi, le 10 octobre 2017, le pape François a décidé d'étendre à l'ensemble de l'Inde le Territoire propre de l'Église catholique syro-malabare.

## Liturgie
L'influence du rite latin a été telle que la liturgie syro-malabare se distingue à peine de la liturgie romaine. Dès 1934, Pie XI chercha à engager un mouvement de réforme liturgique pour retrouver les racines syriennes de l'Église, et nomma une commission papale pour la révision du Pontifical syro-malabar ; en 1954, Pie XII créa une autre commission pour la restauration des textes des sacrements. Ainsi, une nouvelle liturgie eucharistique, en malayalam, fut approuvée par Pie XII en 1957.
En 1962, la messe syriaque orientale primitive fut rétablie en partie mais une tendance relatinisante existe depuis 1968. Aujourd'hui, des dissensions opposent toujours les partisans d'un rétablissement des traditions syriaques orientales délatinisées et les partisans d'un rite plus occidentalisé. Jean-Paul II a donné aux évêques en 1998 l'autorité complète en matière liturgique pour tenter de résoudre le problème.
En 2021, le synode syro-malabar promeut une nouvelle forme liturgique qui entraine un conflit entre l'archéparchie d'Ernakulam-Angamaly, qui la refuse, et les autres archéparchies de l'Église syro-malabar. La réforme demande aux prêtres de s'orienter vers l'autel (ad orientem) durant la prière eucharistique, et vers les fidèles (versus populum) durant la liturgie de la parole. Au sein de l'archéparchie majeure d'Ernakulam-Angamaly (en), certains prêtres et fidèles avaient l'usage de célébrer versus populum durant toute la durée de la messe.

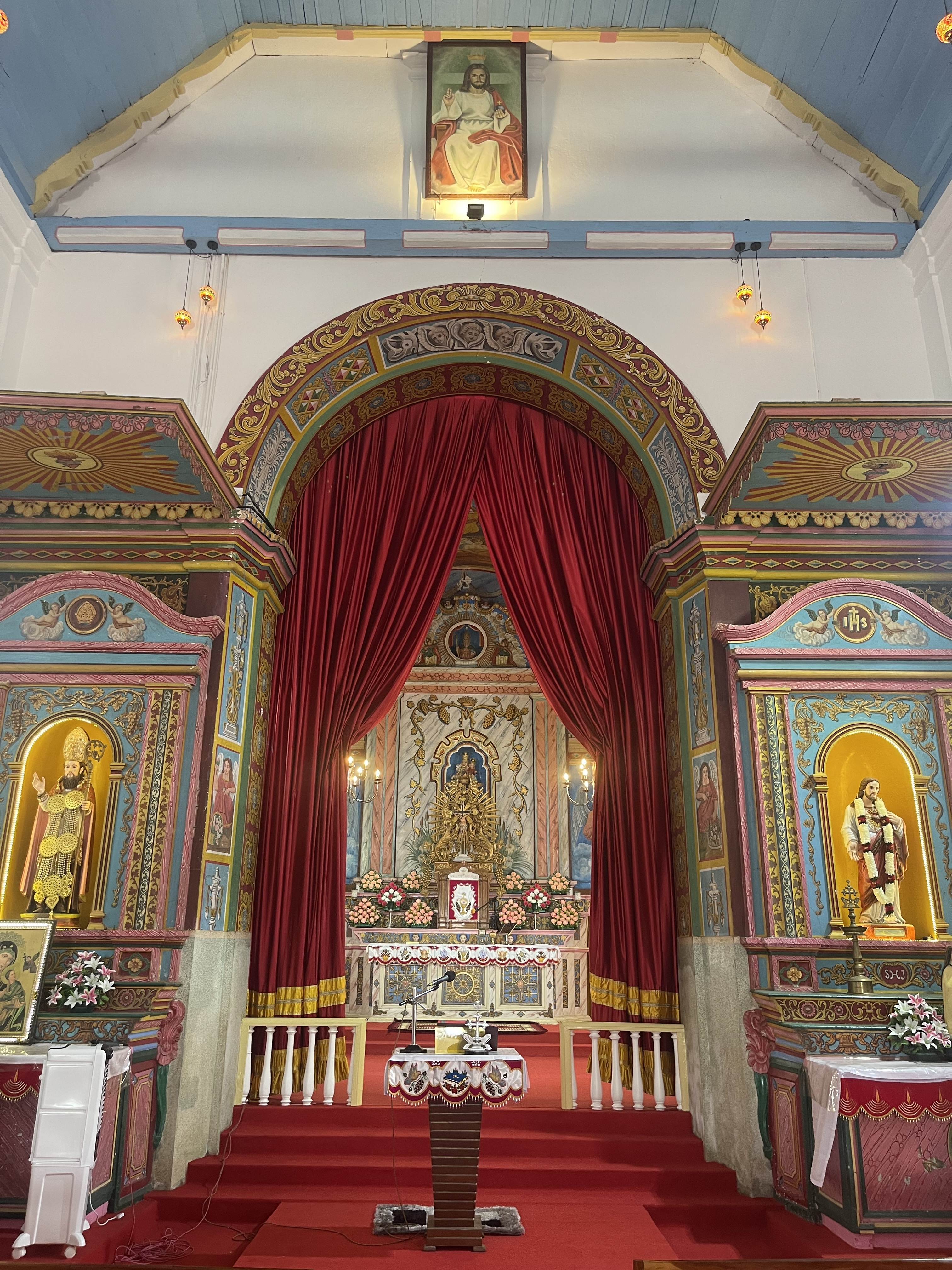
Altar of a Syro Malabar Catholic ChurchSt. Augustine’s Forane Church, Ramapuram (old)

## Organisation

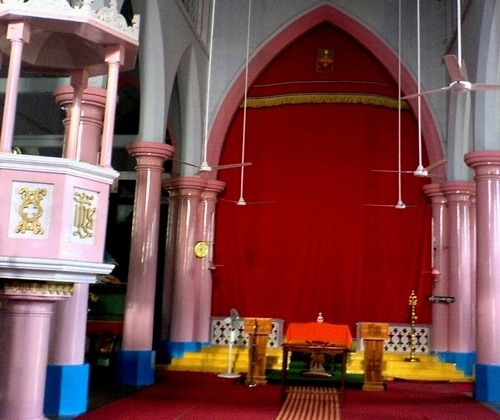
Église catholique syro-malabare au Kerala.

Territoire propre (territorium propium)
- Archéparchie majeure d'Ernakulam-Angamaly (en)
  - Éparchie d'Ernakulam-Angamaly (1896)
  - Éparchie de Kothamangalam (en) (1956)
  - Éparchie d'Idukki (en) (2003)
- Archéparchie de Changanacherry (en)
  - Éparchie de Changanacherry (1896)
  - Éparchie de Palai (en) (1950)
  - Éparchie de Kanjirappilly (en) (1977)
  - Éparchie de Thuckalay (en) (1996), au Tamil Nadu
- Archéparchie de Trichur (en)
  - Éparchie de Trichur (1896)
  - Éparchie de Palghat (en) (1973)
  - Éparchie d'Irinjalakuda (en) (1978)
- Archéparchie de Thalassery
  - Éparchie de Thalassery (1953)
  - Éparchie de Mananthavady (en) (1973)
  - Éparchie de Mandya (en) (2010)
  - Éparchie de Thamarassery (en) (1986)
  - Éparchie de Belthangady (en) (1999), au Karnataka
- Archéparchie de Kottayam (1911) (Knanayas) rattachée au territoire propre par François le 10 octobre 2017
- Éparchie de Chanda (en) (1962), au Maharashtra
- Éparchie de Sagar (en) (1968), au Madhya Pradesh
- Éparchie de Satna (en) (1968), au Madhya Pradesh
- Éparchie d'Ujjain (en) (1968), au Madhya Pradesh
- Éparchie de Bijnor (en) (1972), en Uttaranchal
- Éparchie de Jagdalpur (en) (1972), au Madhya Pradesh
- Éparchie de Rajkot (en) (1977), au Gujarat
- Éparchie de Gorakhpur (en) (1984), en Uttar Pradesh
- Éparchie de Kalyan (en) (1988), au Maharashtra
- Éparchie d'Adilabad (en) (1999), en Andhra Pradesh
- Éparchie de Hosur (2017), au Tamil Nadu
- Éparchie de Shamshabad (en) (2017), incluant tout le territoire indien hors éparchies existantes

Hors territoire propre
- Éparchie de Chicago (2001), aux États-Unis
- Éparchie de Melbourne (en) (2014), en Australie
- Éparchie de Preston (2016), en Grande-Bretagne
- Éparchie de Mississauga (2018), au Canada

## Relations avec les autres Églises
Depuis 1994, l'Église catholique syro-malabare participe à une série de discussions œcuméniques avec les autres Églises de tradition syriaque, à l'initiative de la Fondation Pro Oriente, organisme dépendant du diocèse catholique de Vienne en Autriche. Ces discussions rassemblent des représentants d'Églises catholiques et séparées, de tradition syriaque occidentale (Église syriaque orthodoxe, Église catholique syriaque, Église malankare orthodoxe, Église catholique syro-malankare, Église maronite) et de tradition syriaque orientale (Église apostolique assyrienne de l'Orient, Ancienne Église de l'Orient, Église catholique chaldéenne, Église catholique syro-malabare).

## Une Église dynamique et missionnaire
Héritière de la prédication chaldéenne en Inde dès les premiers siècles du christianisme, l'Église syro-malabare a été unie de force à l'Église catholique en 1599, subissant ensuite une forte latinisation même si, depuis le IIe concile œcuménique du Vatican, elle a entrepris un retour à l'authenticité de son rite propre. Très dynamiques et missionnaires, les communautés chrétiennes de l'État méridional du Kerala comptent plus de quatre millions de fidèles, et sont majoritaires en certaines localités comme la ville de Palai (en).